# Guðni Th. Jóhannesson
Guðni Thorlacius Jóhannesson (født 26 juni 1968 i Reykjavík) er en islandsk historiker, der blev valgt til Islands sjette præsident ved præsidentvalget i Island 2016. og tiltrådte embedet 1. august 2016.

## Uddannelse
Guðni blev student fra Menntaskólinn í Reykjavík i 1987 og tog derefter en bachelor i historie og statskundskab ved Warwick University i England i 1991 og blev magister i historie fra Islands Universitet i 1997. To år senere bestod han en MSt grad i historie fra University of Oxford I 2003 afsluttede han en ph.d. i historie fra Queen Mary, University of London.
I 2024 blev han tildelt en æresdoktorgrad af Uleåborgs universitet.

## Karriere
Guðni har undervist ved Bifröst Universitet og University of London. I dag er han lektor i historie ved Islands Universitet. Hans forskningsfelt er moderne islandsk historie. Han har bl.a. skrevet en biografi om Gunnar Thoroddsen og en bog om tidligere præsident Kristján Eldjárns håndtering af regeringsdannelser og politiske kriser.

## Præsidentkandidat
Guðni er ekspert i det islandske præsidentembede og dets funktion, og har i den forbindelse ofte optrådt som kommentator på islandsk fjernsyn, hvilket gjorde ham til et kendt ansigt. Da det så ud som om, at den siddende præsident Olafur Ragnar Grimsson ville blive genvalgt uden problemer, modtog Guðni et større antal henvendelser om at stille op som en samlende, upolitisk modkandidat. I maj 2016 besluttede han sig til at stille op til præsidentvalget i Island. Han er tilhænger af at indføre mulighed for folkeafstemning efter borgerinitiativer i forfatningen.

## Familie
Han er søn af læreren og journalisten Margrét Thorlacius og idrætslæreren og håndboldtræneren Jóhannes Sæmundsson. Hans far døde af kræft, da han var 42 år. Guðni har to brødre; den tidligere islandske landsholdspiller i håndbold og nuværende landstræner for Østrig Patrekur Jóhannesson, samt Jóhannes, der er systemanalytiker.
Han er gift med canadieren Eliza Klein, og de har fire børn sammen. Derudover har han en voksen datter fra et tidligere ægteskab.

## Dekorationer
- Danmark: Ridder af Elefantordenen (R.E.)  (2017)[7]
- Norge: Storkors af Sankt Olavs Orden (No.St.O.1.)  (2017)[8]
- Sverige: Ridder af Kungl. Maj:ts Orden (Serafimerordenen)  (2018)[9]